# Ивел Ултра
Ивел Ултра (хрв. Ivel Ultra) или Импулс 9020 (Impuls 9020) је назив за Apple II компатибилни рачунар произведен у Југославији (СР Хрватска) 1980.их година. Произвођени су у фирми Ивасим из Иванић Града. Главни дизајнер је био Бранимир Маканец.
Рачунар је имао 2 дискетне јединице од 5,25 инча и додатну картицу са Zilog Z80 микропроцесором. Ово је омогућило кориштење CP/M оперативног система и великог броја програма написаног за њега. Ивел Ултра је био раширен у школама и факултетима у СР Хрватској током 1980-их.

## Детаљни подаци
Детаљнији подаци о рачунару Ivel Ultra су дати у табели испод.
|                       |                                    |
| [ 1 ]                 |                                    |
| Произвођач            |                                    |
| Тип                   | професионални рачунар              |
| Меморија              | 64 KB                              |
| Поријекло             | СФРЈ, СР Хрватска                  |
| Година                | 1984                               |
| Тастатура             | Тастатура са пуним помаком тастера |
| Процесор              |                                    |
| Фреквенција процесора |                                    |
| RAM                   | 64 KB                              |
| ROM                   | 12 (Basic + системски монитор)     |
| Текст                 | 40 x 24                            |
| Графика               | 280 x 192                          |
| Боја                  | 6                                  |
| Звук                  | непознато                          |
| Димензије             | непознато                          |
| Портови               |                                    |
| Оперативни систем     | IDOS, компатибилан са                  |